# Arab (automóvil)
El Arab fue un automóvil inglés de alto rendimiento diseñado por Reid Railton y fabricado en Letchworth Garden City, Hertfordshire, entre 1926 y 1928. La marca de automóviles Phoenix había utilizado la fábrica anteriormente.

## Historia
El Arab fue el resultado de un acuerdo entre J. G. Parry-Thomas, ingeniero de diseño en Leyland Motor Corporation, Reid Railton, su asistente y Henry Spurrier, presidente de Leyland Motors. Leyland había fabricado 50 bloques de motor de cuatro cilindros destinados a ser usados en camionetas de entrega rápida, pero el proyecto se había cancelado. Los tres discutieron qué hacer con los bloques, y se acordó la construcción de un automóvil deportivo con los motores de 2 litros. Se construyó un prototipo para probar el nuevo motor con un chasis Enfield-Allday y el automóvil fue llevado a Brooklands para la Reunión de Pascua de 1924. El motor tenía un árbol de levas en cabeza con la misma válvula con un inusual resorte laminar como los que utilizaba el Leyland Eight de Parry Thomas. La tracción hacia las ruedas traseras se llevaba a través de una caja de cambios Moss de 4 velocidades y un eje trasero con un tornillo sin fin. Fue uno de los primeros coches ingleses en usar una bomba de combustible eléctrica. La producción de dos variantes se inició en 1926 en los talleres de Letchworth: un modelo deportivo de chasis bajo, y una berlina de chasis alto. Los cuerpos de dos y cuatro plazas estaban disponibles en el chasis alto a 525 libras y probablemente el biplaza con el chasis bajo a 550 libras.
Parry Thomas murió en marzo de 1927 al intentar romper el récord mundial de velocidad con el Babs, y con su muerte, Railton perdió el interés en el Arab y Letchworth cerró sus talleres, después de que solo se fabricaron unos 6 o 7 unidades. Los componentes restantes fueron comprados por Thomson & Taylor con base en Brooklands, donde trabajaba Railton, y fueron ensamblados unos cuantos coches más. El automóvil tenía un rendimiento impresionante: con el chasis alto de dos plazas alcanzaba 80 mph (129 kilómetros por hora), se afirmaba que el Super Sports era capaz de ir a 90 millas por hora (145 km/h). Se sabe que un chasis alto fue dotado de sobrealimentación, alcanzando 105 millas por hora (169 km/h).
Solo se conservan dos ejemplares, ambos con chasis bajo.

## Especificaciones

### Motor
- Monobloque de cuatro cilindros y 1960 cc, refrigerado por agua
- Dos cojinete en cigüeñal
- 70 mm de diámetro 127 mm de carrera
- Leva superior, válvulas controladas por resorte laminar con cierre positivo
- Un solo carburador Claudel-Hobson
- 65 CV a 4000 rpm

### Caja de cambios
- Moss 4 velocidades

### Chasis
- Distancia entre ejes 88,5 pulgadas (2248 mm), vía de 52 pulgadas (1321 mm), longitud total 154 pulgadas (3912 mm)
- Ballestas semielípticas delanteras y traseras
- Frenos en las cuatro ruedas (Sistema Perrot)